# Gouvernement de Chemakha
1846–1859
Entités précédentes :
- Oblast de la Caspienne

Entités suivantes :
- Gouvernement de Bakou

Le gouvernement de Chemakha (en russe : Шемахинская губерния, Chemakhinskaïa goubernia) est une division administrative de la Russie impériale sur le territoire de l'actuel Azerbaïdjan qui exista de 1846 à 1859. Son centre administratif est la ville de Chemakha (de nos jours Chamakhi).

## Historique
Le gouvernement est créé par décret impérial du 14 décembre 1846, lorsque la vice-royauté du Caucase est réorganisée en quatre gouvernements : Chemakha, Tiflis, Koutaïssi et Derbent.
En 1859, la ville de Chemakha est détruite par un tremblement de terre. L'administration du gouvernement de Chemakha et toutes les institutions provinciales sont alors transférées à Bakou et le gouvernement devient le gouvernement de Bakou,.

## Divisions administratives
La gouvernorat de Shemakha se composait de cinq ouïezd. Selon le neuvième recensement de la Russie en 1851, la population du gouvernorat comprend 319 923 hommes et 283 083 femmes, soit un total de 603 006 personnes. Les données relatives à la population totale ont été fournies par le bureau transcaucasien du ministère impérial des Finances. Il n’a pas été possible de déterminer le nombre exact de femmes dans chaque ouïezd.[réf. nécessaire]
| District      | Nom en russe       | Population masculine |
| ------------- | ------------------ | -------------------- |
| Bakou (en)    | Бакинскій уѣздъ    | 22,380               |
| Chemakha (en) | Шемахинскій уѣздъ  | 82,989               |
| Lankaran (en) | Ленкоранскій уѣздъ | 43,198               |
| Nukha (en)    | Нухинскій уѣздъ    | 65,952               |
| Chouchi (en)  | Шушинскій уѣздъ    | 105,404              |

## Gouverneurs généraux
- Baron Alexander Yevstasyevich von Wrangel (1846–1850)
- Sergei Gavrilovich Chilyaev (1850–1857)
- Konstantin Tarkhan-Mouravi (en) (1857–1859)